# Dudleya lanceolata
Dudleya lanceolata är en fetbladsväxtart som först beskrevs av Thomas Nuttall, och fick sitt nu gällande namn av Britt. och Rose. Dudleya lanceolata ingår i släktet Dudleya och familjen fetbladsväxter. Inga underarter finns listade i Catalogue of Life.

## Bildgalleri

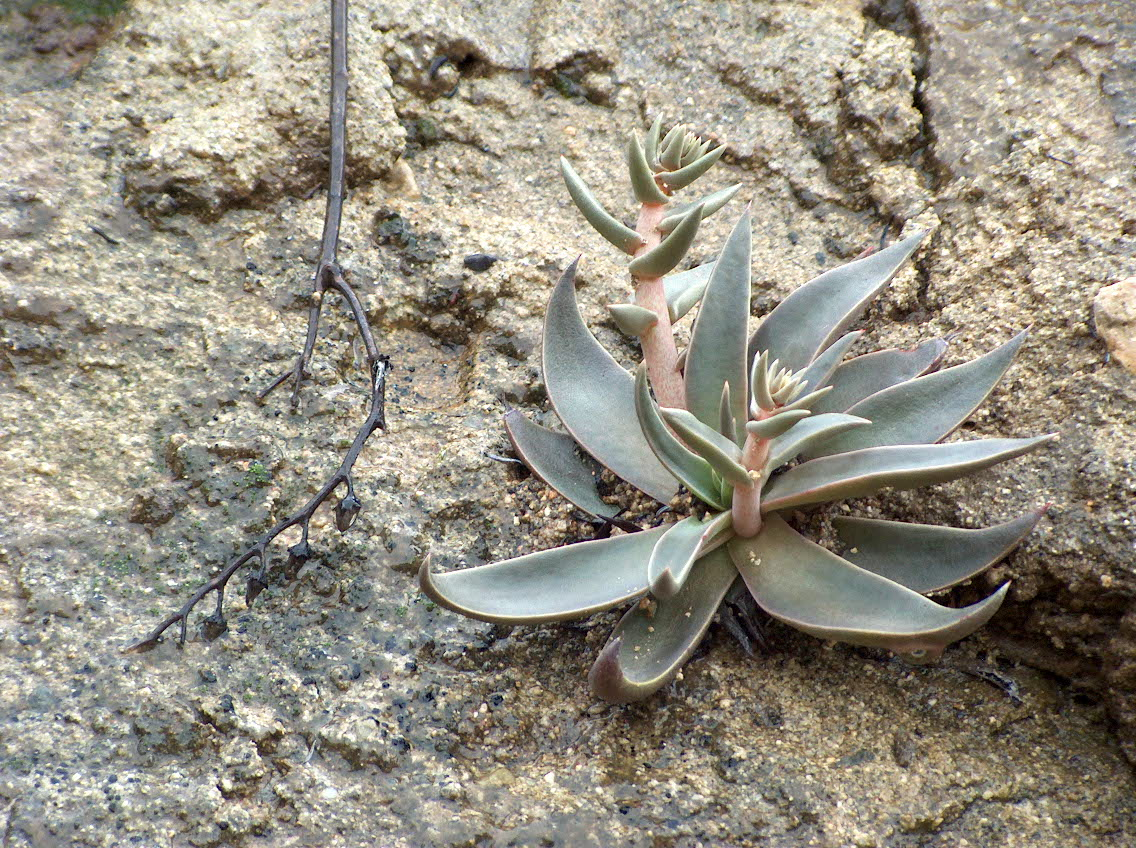